# Ruta 321 (Costa Rica)
La Ruta 321, oficialmente Ruta Nacional Terciaria 321, es una ruta nacional de Costa Rica ubicada en la provincia de San José.

## Descripción
En la provincia de San José, la ruta atraviesa el cantón de Pérez Zeledón (los distritos de El General, Daniel Flores).